# 써당어
써당어(Xơ Đăng, Sedang)은 라오스 동부와 베트남 중남부의 콘툼 주에서 사용되는 오스트로아시아계 언어이다. 써당어는 모음 발성의 범위로 잘 알려진 바나어파 북부어군의 언어 중 가장 많은 화자를 가지고 있다.